# Rojów
Rojów – wieś sołecka w Polsce położona w województwie wielkopolskim, w powiecie ostrzeszowskim, w gminie Ostrzeszów.

## Położenie
Wieś jest usytuowana na północno-zachodnich zboczach Wzgórz Ostrzeszowskich, będących wschodnią częścią Wału Trzebnickiego. 
Administracyjnie Rojów położony jest w województwie wielkopolskim, w powiecie ostrzeszowskim, w gminie Ostrzeszów. W latach 1975–1998 miejscowość położona była w województwie kaliskim.
Wieś jest położona na zachód od Ostrzeszowa. Sołectwo Rojów ma 19,75 km² powierzchni i jest drugim pod wzglęcem powierzchni (po Rogaszycach) sołectwem w gminie. Graniczy z sołectwami: Szklarka Myślniewska (od zachodu), Bledzianów, Kuźniki (od północy) i Olszyna (od wschodu). Od południa graniczy z gminą Kobyla Góra, z sołectwami Bierzów i Mostki.

### Przysiółki
- Meszyny
- Gęstwa
- Zawady

## Środowisko naturalne
Rojów jest położony na Wzgórzach Ostrzeszowskich i charakteryzuje się zróżnicowanym ukształtowaniem powierzchni. Występują tu staroglacjalne formy ukształtowania terenu wykształcone podczas zlodowacenia środkowopolskiego. Najniżej położone są tereny w północno-zachodniej części wsi (poniżej 160 m n.p.m.), na najwyżej wzgórza we wschodniej części (najwyższe ma 235,1 m n.p.m.; wzgórze w przysiółku Meszyny – ponad 232 m n.p.m.; wzgórze na którym wznosi się kościół pw. św. Wojciecha ma ok. 218 m n.p.m.). Rojów znajduje się na obszarze monokliny zbudowanej ze skał mezozoicznych, na których spoczywają utwory trzeciorzędowe (neogen) i plejstoceńskie.
Obszar Rojowa leży w dorzeczu Odry. Największą rzeką przepływającą przez Rojów jest Złotnica (lewobieżny dopływ Baryczy), płynąca równolegle do Gęstwy. Równolegle do Złotnicy, w południowo-zachodniej części wsi znajdują się cztery zbiorniki wodne – Stawy Rojowskie.
W Rojowie dominują gleby słabe. Występują to gleby brunatne właściwe oraz wyługowanie i kwaśne, a także gleby bielicowe. 
Większość obszaru Rojowa zajmują kompleksy leśne, które rozciągają się od strony północno-zachodniej (Lasy Ostrzeszowskie). Dominują tu bory sosnowe wraz z towarzyszącymi w wielu miejscach brzozami. Na terenie wsi znajdują się też zbiorowiska drzew liściastych, głównie na żyźniejszych glebach, przy drogach oraz domach. W bardziej żyznych miejscach i nad zbiornikami wodnymi rozwija się roślinność łąkowa oraz zbiorowiska łęgowe. Lasy będące własnością Skarbu Państwa są zarządzane przez Nadleśnictwo Przedborów.
Dzięki obecności lasów oraz obszarów wodnych wieś charakteryzuje się dużą różnorodnością gatunkową zwierząt. Występują tu m.in. łosie, sarny, dziki, zające i krety, a z ptaków bażanty, kuropatwy i dzikie kaczki.

## Toponimia
Nazwa wsi Rojów pochodzi od właściciela dóbr ziemskich – Roja. Początkowo wieś nazywała się Royów. W księdze łacińskiej Liber fundationis episcopatus Vratislaviensis (pol. Księga uposażeń biskupstwa wrocławskiego) spisanej za czasów biskupa Henryka z Wierzbna w latach 1295–1305 miejscowość wymieniona jest w zlatynizownej formie villa Roycow. 
Z okresu przynależności wsi do Prus i Niemiec wieś nosiła nazwę Rojow oraz Rojòw, a w czasie II wojny światowej nazwę zmieniono na Royhof.

## Historia
Pierwszym właścicielem dóbr ziemskich na terenie sołectwa był Roj. W XIV w. majątkiem władał Mikołaj z Katowic, który zastawił wtedy Rojów i Olszynę Janowi z Sieniawy. W tym samym okresie wzniesiono kościół pw. św. Jana Chrzciciela, który był kościołem parafialnym. W XV w. okolice sołectwa były często napadane przez różne bandy (w tym Tatarów), gdyż sołectwo było położone w pobliżu granicy polsko-śląskiej. W 1494 wyznaczono nowy szlak, łączący Śląsk z Mazowszem i Litwą, który przechodził przez wieś. W tym czasie powstały trzy karczmy, które funkcjonały jeszcze na początku XX wieku. Od około 1570 właścicielem majątku był szlachcic Jan Pakosławski. Na obszarze sołectwa występowały pokłady rudy darniowej. 
W XVII w. działała również huta szkła. 
W XVIII w. przez terytorium wsi przechodziły liczne przemarsze wojsk polskich, szwedzkich, saskich oraz rosyjskich. Wraz z wojskami do wsi rozprzestrzeniła epidemia, która trwała w 1708 i w okresie 1717–1711, która zdziesiątkowała ludność oraz inwentarz żywy. W 1793 epidemia cholery doprowadziła do śmierci połowy mieszkańców. W tym samym roku w wyniku rozbiorów wieś przyłączono do Prus. W XIX w. majątkiem ziemskim władały rodziny Psarskich, Frezerów i Wężyków. Pod koniec XIX w. wybudowano nowy, murowany kościół. 
1 września 1939 wysadzono dwa mosty we wsi w celu opóźnienia marszu wojsk niemieckich. W latach 1940–1944 majątkami ziemskimi zarządzali Niemcy, a w 1945 Rojów po latach okupacji hitlerowskiej powrócił do Polski.

## Morfologia i zabytki

### Morfologia wsi
Wieś ma charakter ulicówki ze zwartą zabudową mieszkaniową oraz zagrodową. W przysiółkach zabudowa jest bardziej rozproszona. Ciągnie się ona wzdłuż bocznych ulic, które łączą się z drogą główną (droga wojewódzka nr 449). Zabudowa jest niska (jedno- i dwukondygnacyjna) i pochodzi z różnego okresu, zarówno z przełomu XIX i XX wieku, jak i nowsza, z XX i XXI wieku.

### Zabytki
- Kościół pod wezwaniem św. Wojciecha

Neogotycki kościół powstał obok miejsca dawnego, drewnianego kościoła pw. św. Jana Ewangelisty, który popadł w ruinę. Poświęcenie nowego kościoła nastąpiło 10 grudnia 1883. W 2014 Parafia Rzymsko-Katolicka pw. Świętej Jadwigi Królowej w Ostrzeszowie zrealizowała projekt „Budowa ścieżki historyczno-krajobrazowej przy kościele św. Wojciecha w Rojowie” w ramach Lokalnej Strategii Rozwoju Stowarzyszenia „Ostrzeszowska Lokalna Grupa Działania” współfinansowany ze środków Unii Europejskiej w ramach Osi 4 LEADER Programu Rozwoju Obszarów Wiejskich na Lata 2007–2013.
- Dwór drewniano-murowany

Pochodzi on z końca XVIII w. Pierwotnie to była siedziba szlachecka. Po II wojnie światowej dworek stał się własnością skarbu państwa i zorganizowano w nim mieszkania. W 1966 otwarto tu klub, który istniał do końca lat 80. XX w. Obecne jest własnością prywatną. 1 stycznia 2019 doszło do pożaru dworku.

## Demografia
Sołectwo Rojów w 2009 zamieszkiwało 716 osób i było największym sołectwem w gminie Ostrzeszów pod względem liczby ludności po Rogaszycach, Siedlikowie i Olszynie. Średnia gęstość zaludnienia wynosiła wówczas 36,2 os./km² i była niższa aniżeli średnia gęstość zaludnienia dla terenów wiejskich (śr: 53,0 os/km²). 
W ostatnich latach sołectwo Rojów charakteryzuje się wzrostem liczby mieszkańców. Wynika to zarówno z przyrostu naturalnego, jak i dodatniego salda migracji. Poniższy wykres przedstawia liczbę mieszkańców sołectwa w latach 2000-2009:

## Gospodarka
Wieś ma charakter głównie rolno-leśny z rozwijającym się przemysłem (na wschodzie) i usługami. Pełni też funkcje mieszkaniowe (wieś-sypialnia dla miasta Ostrzeszowa).
W 2011 we wschodniej części wsi (rejon ul. Hetmańskiej), przy granicy z miastem Ostrzeszów utworzono Łódzką Specjalną Strefę Ekonomiczną, Podstrefę Ostrzeszów. Działki w tej strefie zakupiły cztery przedsiębiorstwa. Druga podstrefa znajduje się w pobliżu oczyszczalni ścieków

## Komunikacja
Przez wieś prowadzi droga wojewódzka nr 449, łącząca Syców z Błaszkami. Średni ruch samochodów na docinku biegnący przez sołectwo w 2010 wynosił 5650 pojazdów na dobę, w tym m.in. 4689 samochodów osobowych, 542 lekkie samochody ciężarowe i 272 samochody ciężarowe i 11 ciągników rolniczych.
Na terenie sołectwa znajdują się dwa przystanki PKS: Rojów (w centrum wsi, naprzeciwko budynku szkoły podstawowej) oraz Rojów Gęstwa (w zachodniej części sołectwa, na wysokości przysiółku Gęstwa). Z przystanku Rojów realizowane są (2013) połączenia głównie do Ostrzeszowa (21 połączeń), Wrocławia (13), Kobylej Góry (8) i Oleśnicy (7). Dodatkowo realizowane są połączenia m.in. do Czajkowa, Międzyborza i Ostrowa Wielkopolskiego. Połączenia te obsługują dwaj przewoźnicy: PKS Ostrów Wielkopolski oraz P.W. Beskid.

## Oświata i sport

### Szkoła podstawowa
W Rojowie przy ul. Meszyny 1 znajduje się szkoła podstawowa z oddziałami integracyjnymi. Szkoła istnieje od lat 40. XIX wieku. Budynki szkoły powstały prawdopodobnie w połowie XIX w. – dwa szkoły katolickiej i jeden ewangelickiej. Podział ten utrzymał się do końca lat 20. XX w. Obecnie w dwóch budynkach mieszczą się m.in. sale lekcyjne, sala oddziału przedszkolnego, a w trzecim sala gimnastyczna i sala świetlicy środowiskowej. 26 czerwca 2014 roku Rada Miejska Ostrzeszów podjęła uchwałę w sprawie budowy Zespołu Szkolno-Przedszkolnego w Rojowie, który funkcjonuje od 2018 roku.

### RLKS Ajax Rojów
W sołectwie występuje klub sportowy Rojowski Ludowy Klub Sportowy Ajax Rojów. Klub rozpoczął swoją działalność w 1963 jako Ludowy Zespół Sportowy w Rojowie. W klubie rozwijały się wtedy sekcje piłki nożnej, siatkówki, warcabów, szachów oraz tenisa stołowego. Obecną nazwę klubu przyjęto w 1999. Na obecnym boisku klub gra od 1996, a w 2006 otwarto budynek klubowy. Największym sukcesem sportowym klubu był w 2004 awans do A-klasy, w której to później klub występował przez 2 sezony. Obecnie klub występuje w B-klasie.

## Ludzie zwiazani z Rojowem
- W Rojowie jest pochowany[32] Franciszek Ludwik Frezer – polski oficer, pułkownik powstania listopadowego odznaczony Orderem Virtuti Militari, deputowany na sejm prowincjonalny Wielkiego Księstwa Poznańskiego.
- W Rojowie urodził się 20 kwietnia 1926 Wojciech Barański, (zm. 5 marca 2006 w Warszawie) – generał broni Wojska Polskiego, ambasador nadzwyczajny i pełnomocny na Kubie (1989–1991)[33].
- Z Rojowem związany jest Jerzy Krzywaźnia – polski nauczyciel, historyk, bloger, regionalista, genealog[34].